# Římskokatolická farnost Uhlířské Janovice
Římskokatolická farnost Uhlířské Janovice je jedno z územních společenství římských katolíků v kolínském vikariátu s farním kostelem sv. Aloise

## Kostely farnosti
| Kostel                                                  | Místo                 | Bohoslužba |
| ------------------------------------------------------- | --------------------- | --- |
| Filiální kostel sv. Petra a Pavla                       | Dolní Chvatliny       | nepravidelně                                                                                                  |
| Filiální kostel Nejsvětější Trojice                     | Drahobudice           | nepravidelně                                                                                                  |
| Kaple sv. Michaela archanděla                           | Bečváry               | |
| Filiální kostel sv. Václava                             | Horní Kruty           | nepravidelně                                                                                                  |
| Kaple Nejsvětější Trojice                               | Bohouňovice II        | |
| Filiální kostel Narození Panny Marie                    | Košice                | ne 12.00 |
| Filiální kostel sv. Mikuláše                            | Vidice                | nepravidelně                                                                                                  |
| Poutní kostel sv. Anny                                  | Sudějov               | so 18.00 |
| Filiální kostel Nanebevzetí Panny Marie                 | Rašovice              | nepravidelně                                                                                                  |
| Filiální kostel sv. Jana Křtitele                       | Svatý Jan t. Krsovice | nepravidelně + první čtvrtek v měsíci 17:00                                                                   |
| Farní Kostel svatého Aloise Gonzagy (Uhlířské Janovice) | Uhlířské Janovice     | ne 8.00 st pá 17.30 první pátek v měsíci – od 16:30 s tichým Eucharistickým výstavem a s adorací a požehnáním |
| Filiální kostel sv. Jiljí                               | Uhlířské Janovice     | nepravidelně v průběhu adventu rorátní mše svaté čt 6.00                                                      |
| Filiální kostel sv. Jiří                                | Malejovice            | nepravidelně + první úterý v měsíci 17:00                                                                     |
| Filiální kostel sv. Mikuláše                            | Žíšov                 | nepravidelně                                                                                                  |
| Kaple Nanebevstoupení Páně                              | Mančice               | |
| Kaple Panny Marie Lurdské                               | Ostašov               | |
| Kaple Jména Panny Marie                                 | Nová Ves              | |
| Filiální kostel sv. Vavřince                            | Vavřinec              | so 16.00 |
| Filiální kostel sv. Havla                               | Skvrňov               | nepravidelně                                                                                                  |
| Filiální kostel Nanebevzetí Panny Marie                 | Zásmuky               | ne 9.30 |
| Filiální kostel Stigmatizace sv. Františka z Assisi     | Zásmuky               | nepravidelně                                                                                                  |
| Kaple Narození Panny Marie                              | Zásmuky               | |
| Filiální kostel sv. Petra a Pavla                       | Čestín                | ne 10.00 |
| Filiální kostel sv. Václava                             | Hodkov                | nepravidelně                                                                                                  |
| Filiální kostel sv. Martina                             | Petrovice II          | nepravidelně                                                                                                  |

## Osoby ve farnosti
R.D. Mgr. Michal Procházka, farář
R.D. Václav Nekolný (* 27. září 1934, + 7. března 2022), výpomocný duchovní od roku 2005 do 7. března 2022
R.D. Mgr. Andrzej Czesław Grygiel, farní vikář